# 1936년 동계 올림픽 알파인스키
1936년 동계 올림픽의 알파인스키는 1936년 2월 7일부터 2월 9일까지 독일 가르미슈파르텐키르헨에서 경기가 진행되었다.

## 참가 국가
26개국에서 온 103명의 선수들이 대회에 참가하였다.
| - 그리스 (8명) - 네덜란드 (1명) - 노르웨이 (7명) - 독일 (8명) - 라트비아 (3명) - 루마니아 (4명) |  | - 룩셈부르크 (1명) - 리히텐슈타인 (2명) - 미국 (8명) - 벨기에 (4명) - 불가리아 (3명) |  | - 스위스 (2명) - 스웨덴 (1명) - 스페인 (2명) - 에스토니아 (1명) - 영국 (8명) |  | - 오스트리아 (4명) - 유고슬라비아 (4명) - 이탈리아 (8명) - 일본 (3명) - 체코슬로바키아 (7명) |  | - 캐나다 (7명) - 튀르키예 (4명) - 폴란드 (3명) - 프랑스 (3명) - 핀란드 (3명) |

## 메달 집계

### 최종 순위
| 순위 | 국가     | 금메달 | 은메달 | 동메달 | 합계 |
| ---- | -------- | ------ | ------ | ------ | ---- |
| 1    | 독일     | 2      | 2      | 0      | 4    |
| 2    | 프랑스   | 0      | 0      | 1      | 1    |
| 2    | 노르웨이 | 0      | 0      | 0      | 1    |
| 합계 | 합계     | 2      | 2      | 2      | 6    |

### 메달리스트
| 종목             | 금                     | 은                       | 동                          |
| ---------------- | ---------------------- | ------------------------ | --------------------------- |
| 남자 복합 자세히 | 프란츠 프뉘어 · 독일   | 구스타프 란트슈너 · 독일 | 에밀 알라이 · 프랑스        |
| 여자 복합 자세히 | 크리스틀 크란츠 · 독일 | 케트 그라제거 · 독일     | 라일라 쇼우 닐센 · 노르웨이 |

## 참조
- (영어) IOC 데이터베이스